# Sakae Takahashi
Sakae Takahashi (高橋栄?, Takahashi Sakae; fl. XX secolo) è stato un calciatore giapponese, di ruolo difensore.

## Carriera
Debutta nella squadra comunale di Osaka nel 1925. Takahashi giocò un'unica partita, disputata il 20 maggio 1925, che vide scontrarsi la Nazionale giapponese con la Cina, che vinse 2-0.